# Calcinaia
Calcinaia és un municipi italià, situat a la regió de la Toscana i a la província de Pisa. L'any 2004 tenia 9.366 habitants.
Calcinaia limita amb els municipis de Bientina, Cascina, Pontedera, Santa Maria a Monte i Vicopisano.